# 瑪格麗塔 (薩伏依)
玛格丽塔（義大利語：Margherita，1851年11月20日—1926年1月4日），又譯做瑪格麗特，是意大利王后。她的丈夫是意大利国王翁貝托一世。
玛格丽塔是维托里奥·埃马努埃莱二世的弟弟热拿亚公爵费迪南多和萨克森王国伊丽莎白公主的长女；祖父與外祖父分別是薩丁尼亞國王卡洛·阿尔贝托和薩克森國王约翰。
1868年，她和堂哥翁貝托结婚。两人的婚姻并不幸福，翁貝托在婚前已经有心上人。玛格丽塔和翁貝托结婚两年后成了有名无實的夫妻，因此只育有独子维托里奥·埃马努埃莱三世。